# Искра-МАИ-85
«Искра-МАИ-85» — российский студенческий космический спутник, относящийся к классу малых космических аппаратов, в частности наноспутников. 
Спутник Искра-МАИ-85 был создан студентами Московского авиационного института (МАИ). Он стал первым за 25 лет космическим аппаратом, созданным в МАИ и успешно выведенным в космос, и девятым за всё время работы института.
Запуск был осуществлён 14 июля 2017 года с космодрома Байконур. Спутник был выведен на орбиту при помощи ракеты-носителя «Союз-2.1а» в составе космического аппарата «Канопус-В-ИК».
Наблюдение за спутником во время запуска и мониторинг получаемых им данных осуществлялся из центра управления полётами МАИ.
Главный конструктор спутника — Александр Чернышов.

### Описание спутника
Спутник Искра-МАИ-85 представляет из себя куб размером 10х10х10 сантиметров (соответствует стандартам создания платформ малых спутников Кубсат, по которым он и был разработан).
Масса спутника с установленной на нём аппаратурой составила 4 кг.
Энергоснабжение спутника обеспечивалось при помощи установленных на нём солнечных батарей.

### Работа на орбите
Полётная программа спутника Искра-МАИ-85 была рассчитана на 6 месяцев и включала в себя оценку надёжности платформы стандарта Кубсат (англ. CubeSat), созданной в университете, в реальных эксплуатационных условиях. Предполагается, что созданная в МАИ платформа стандарта CubeSat 3U будет применяться в дальнейшем для проведения учебных научно-образовательных экспериментов в космосе, проводимых школьниками и студентами.
Спутник работал на орбите 600 км с наклонением 98 градусов.

### Происшествия
В августе 2017 года, уже во время нахождения спутника на орбите, было отмечено исчезновение связи со спутником, он не отвечал на сигналы с Земли. Позднее связь с Землёй была восстановлена, спутник продолжил свою работу.